# 宮ノ前古墳
宮ノ前古墳（みやのまえこふん）は、福島県石川郡玉川村川辺にある古墳。福島県指定史跡に指定されている。

## 概要

石室俯瞰図

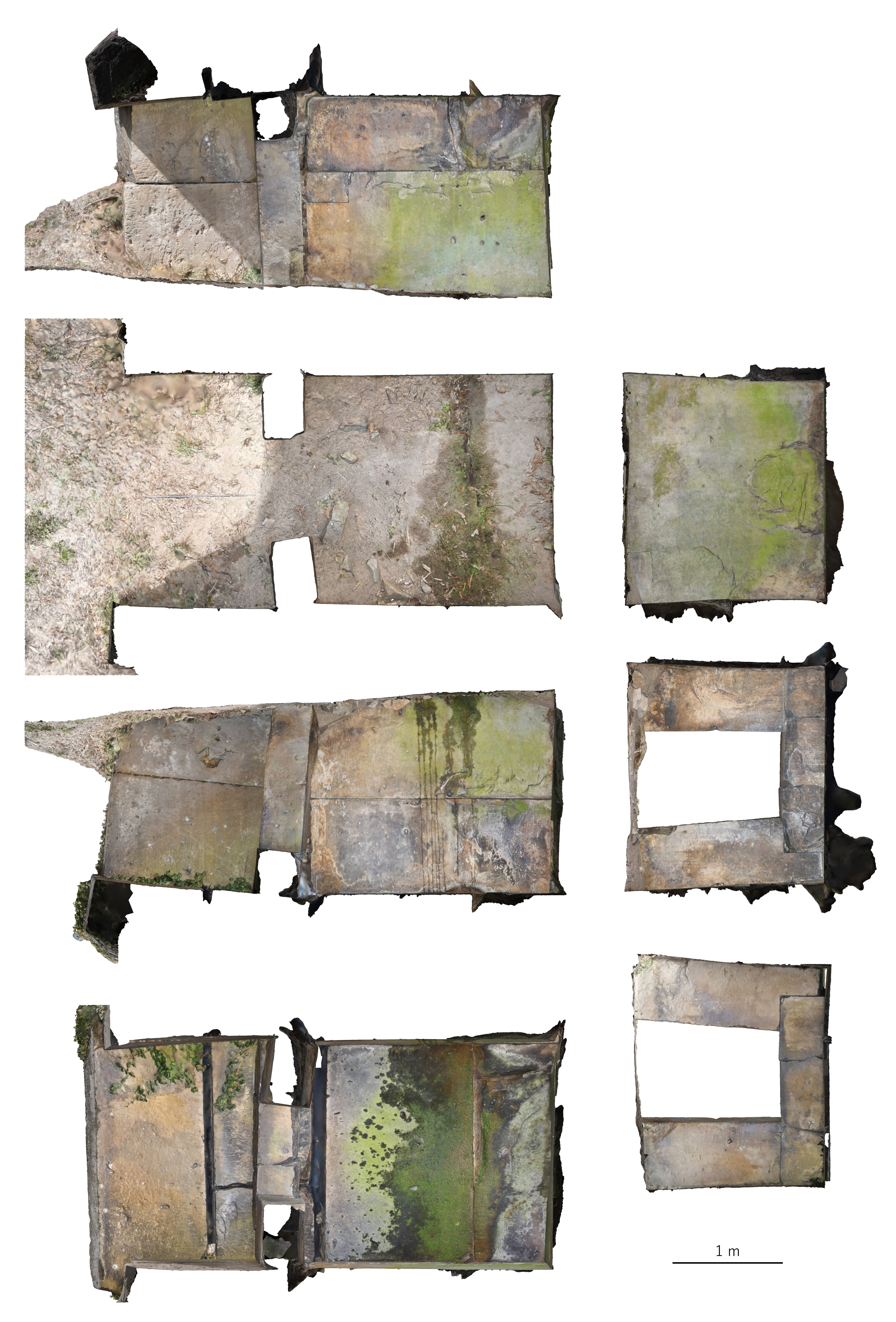
石室展開図

福島県南部、阿武隈川東岸の丘陵東斜面に築造された古墳である。これまでに墳丘の大部分は改変を受けているほか、発掘調査は実施されていない。
墳形は明らかでない。埋葬施設は横穴式石室で、南南東方向に開口する。石英安山岩質溶結凝灰岩の切石を使用した整美な石室で、石室全長3.9メートル・幅2.05メートル・高さ1.8メートルを測る。奥壁は巨石1枚で、側壁は直方体の石材の2段積みにより、床面は板状の切石の組み合せによる。天井石は4枚で、そのうち最前端は斜めに削り出す。石室内からは人骨が出土したというが、詳細は明らかでない。
築造時期は、古墳時代終末期の7世紀後半頃と推定される。切石積の横穴式石室としては北限域に位置し、石室の構造としては畿内の横口式石槨との関連性が認められる点で注目される古墳になる。
古墳域は1988年（昭和63年）に福島県指定史跡に指定されている。

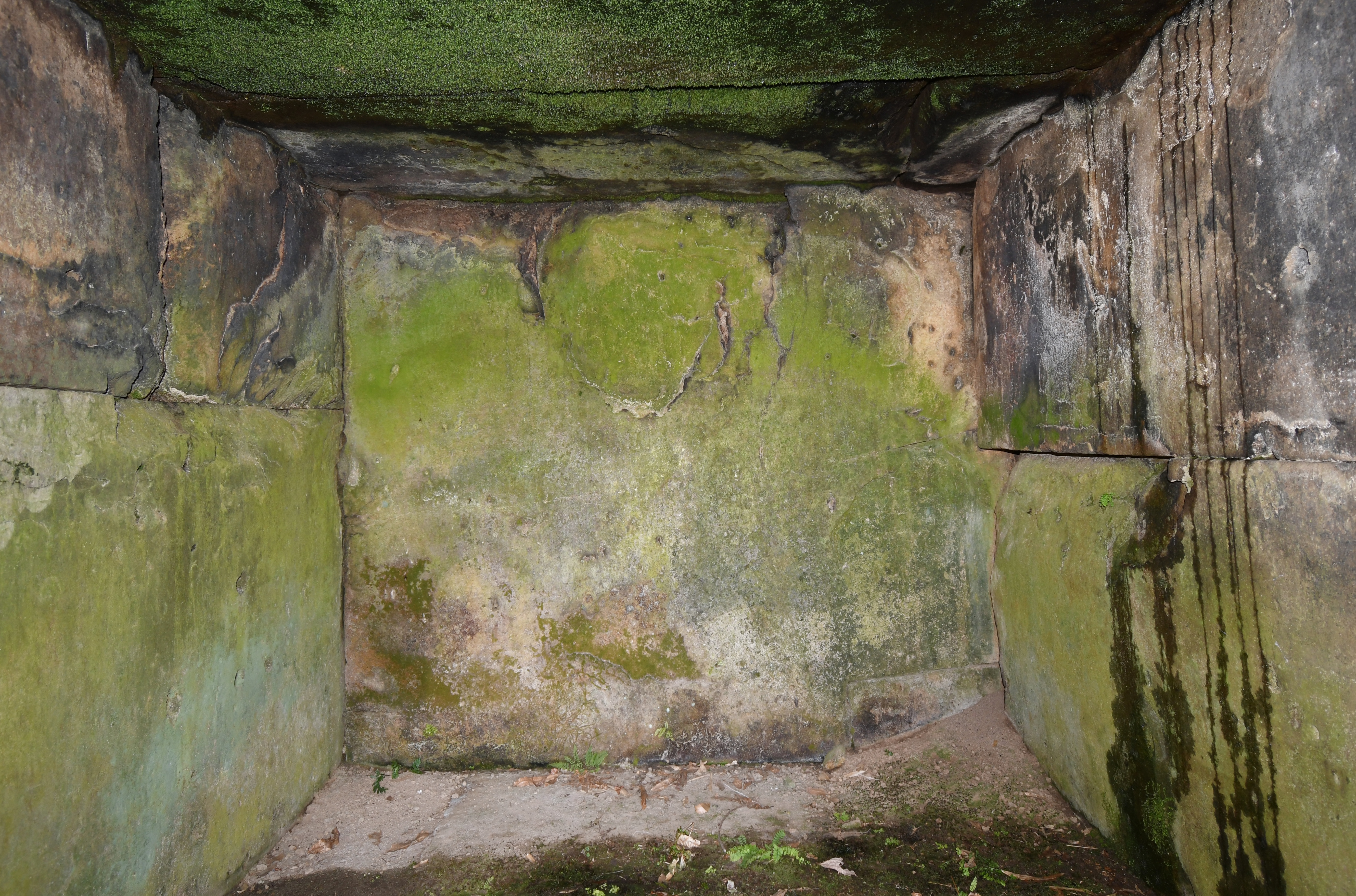
玄室（奥壁方向）
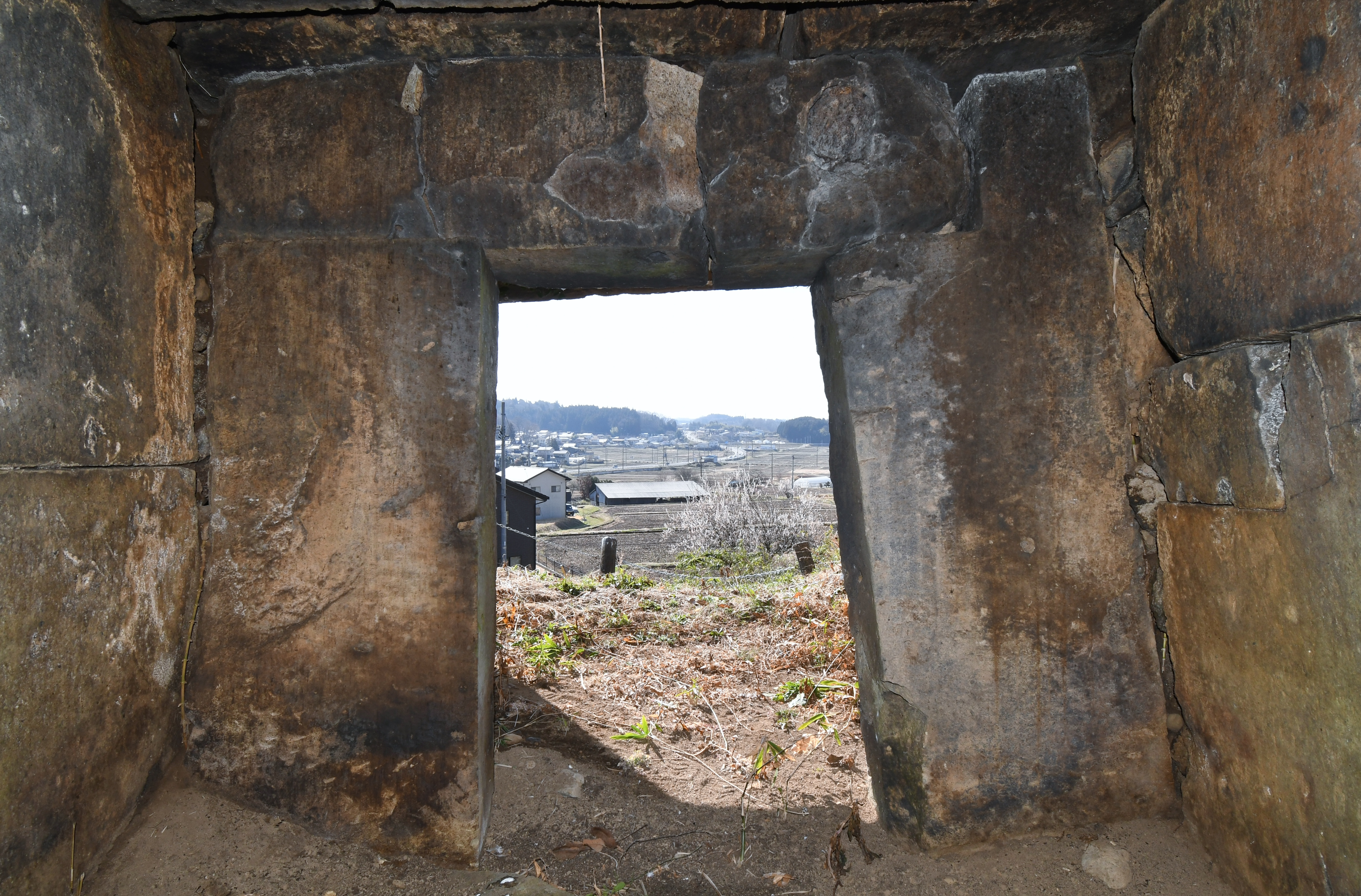
玄室（開口部方向）
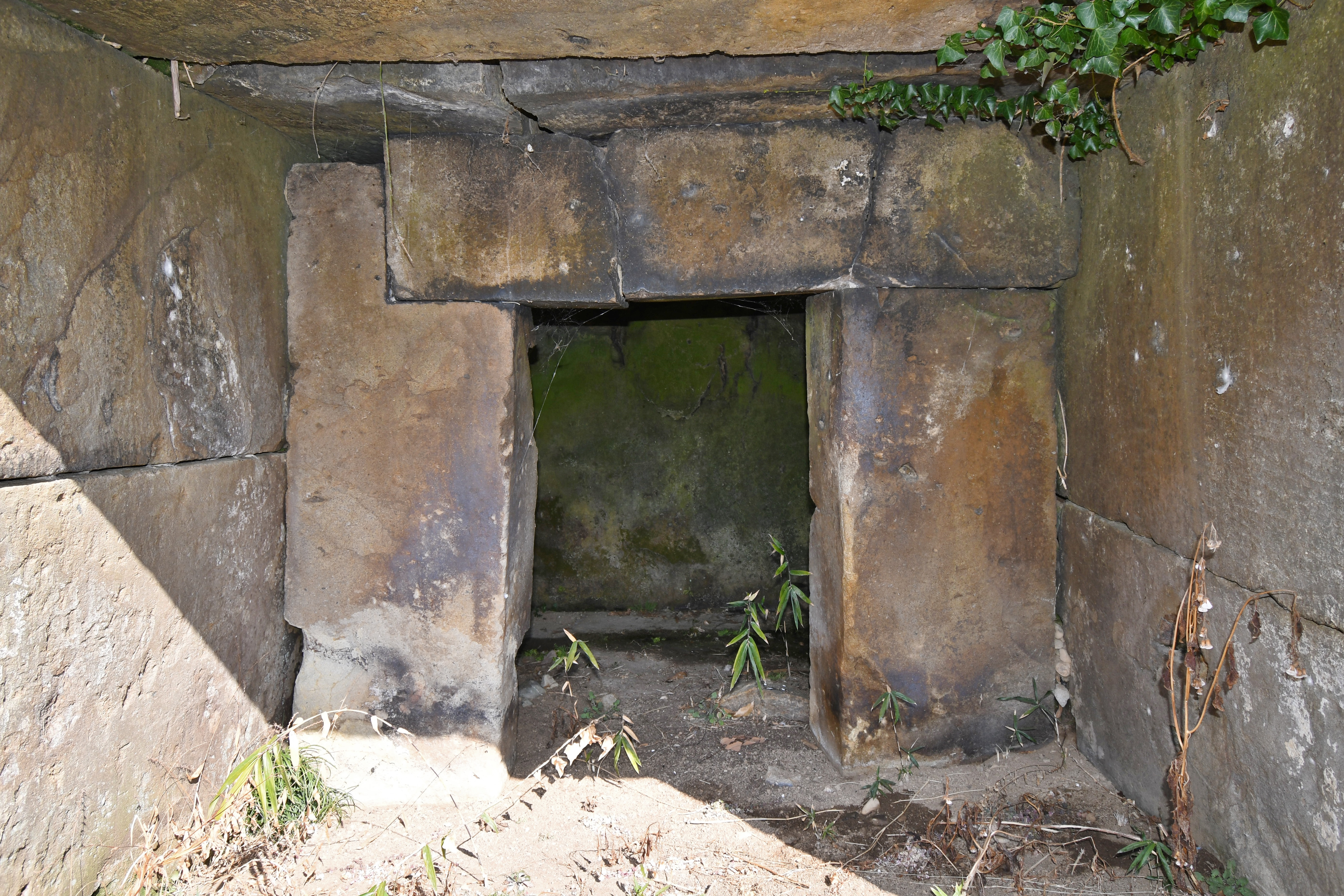
玄門（玄室方向）
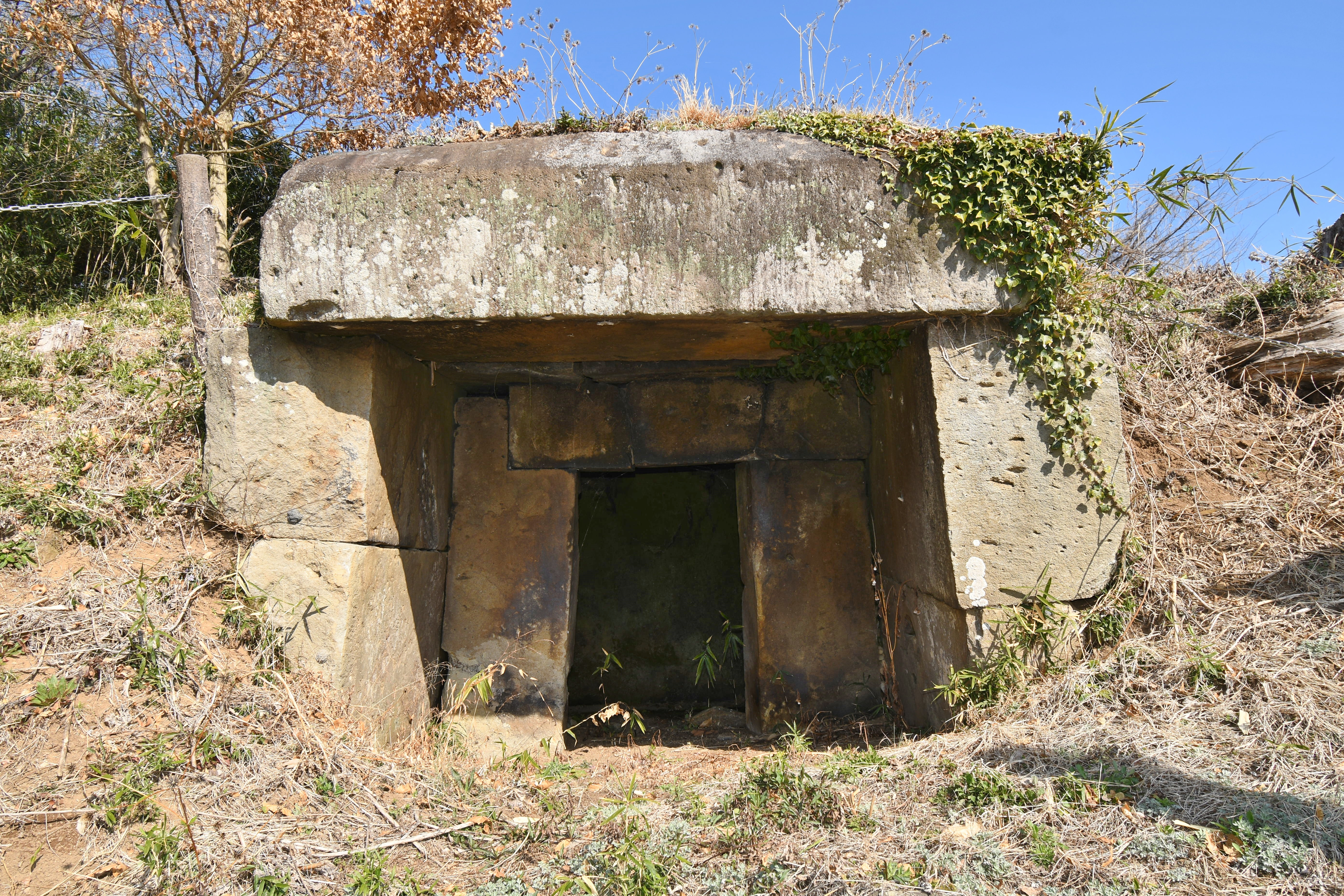
開口部
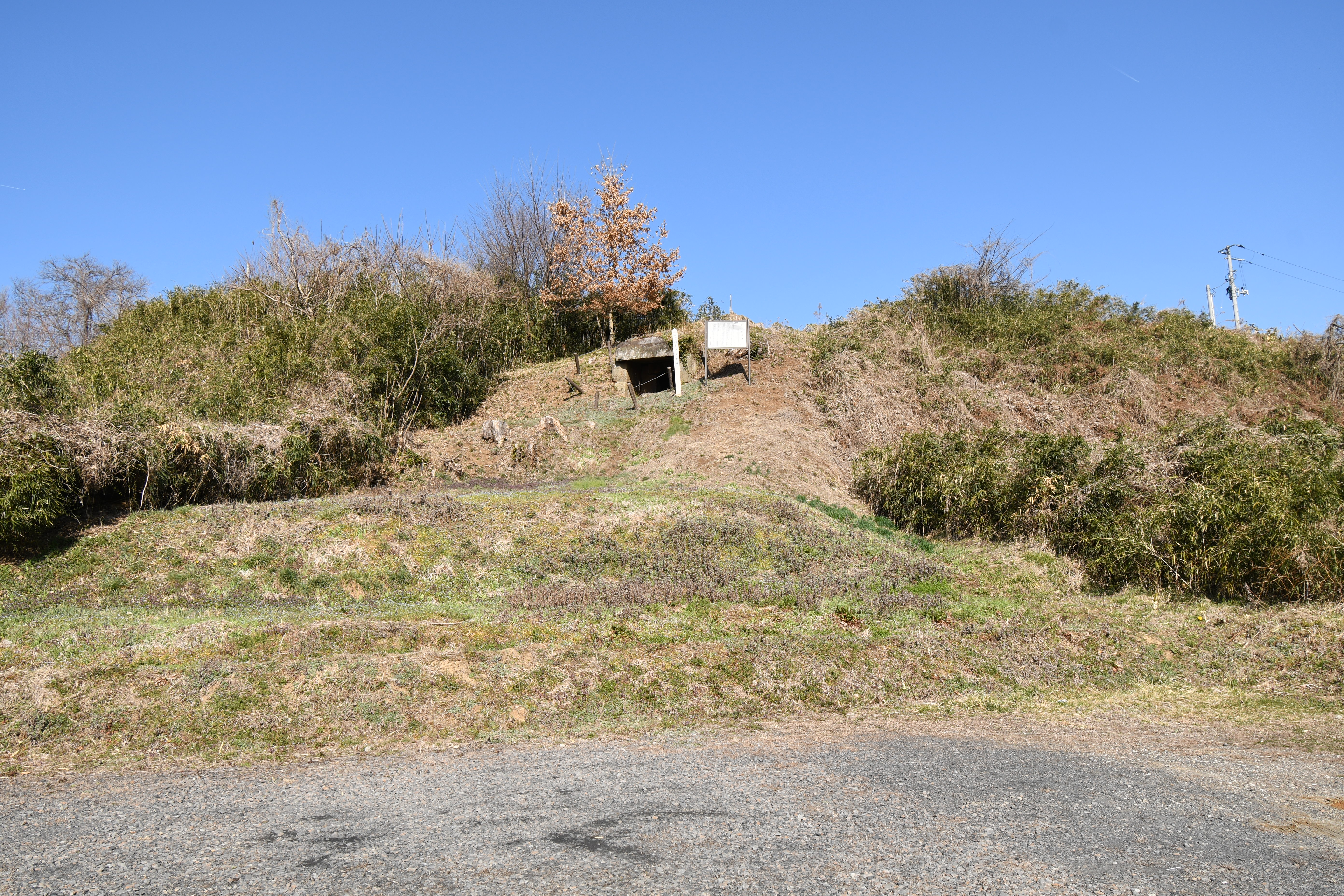
遠景
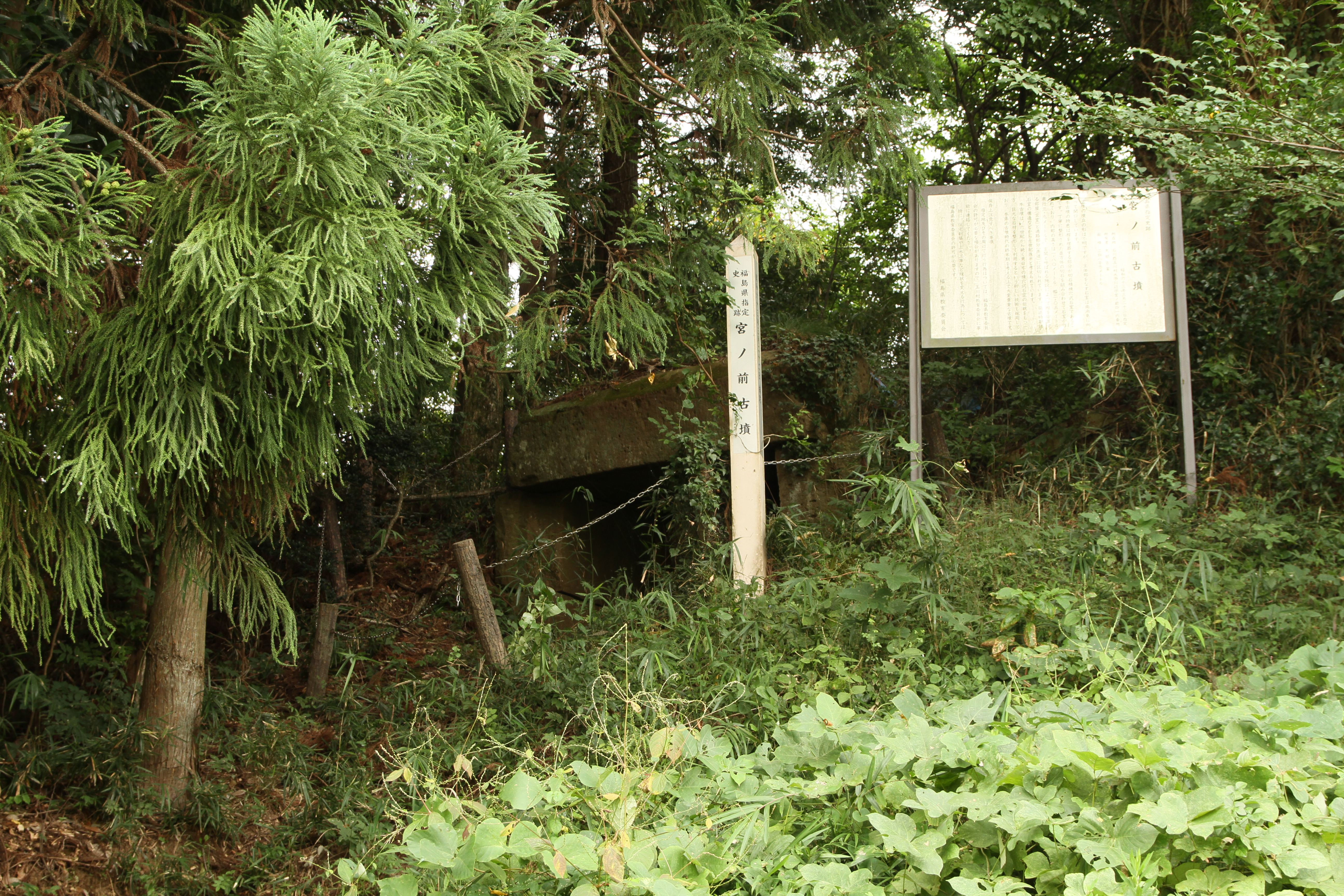
墳丘・石室開口部（2013年時点）

## 文化財

### 福島県指定文化財
- 史跡
  - 宮ノ前古墳 - 1988年（昭和63年）3月22日指定[4]。

## 関連文献
（記事執筆に使用していない関連文献）
- 網干善教ほか「東北地方南部における終末期古墳の調査」『考古学研究紀要』第4号、関西大学考古学研究室、1984年。